# Lancia 6Ro
Lancia 6Ro es un camión de carga militar y civil fabricado por la marca italiana Lancia Veicoli Industriali. Se fabricó en un corto periodo desde 1947 hasta finales de 1948 y derivaba en gran parte del modelo precedente, el Lancia EsaRo.

## Características principales
El 6Ro fue presentado en 1947 como una versión más grande y mejorada del popular Lancia EsaRo, en el marco de la culminación de la Segunda Guerra Mundial, como un modelo de uso tanto militar como civil. El 6Ro estuvo disponible con dos tipos de motores, uno de gasolina (BM) de 110 hp de potencia y uno diésel (NM) de origen Junker usado en el Lancia 3Ro.